# Fernande Dépernay
Fernande Dépernay est une actrice française née à le 21 mai 1868 à Paris 20e et morte le 14 août 1956 à Asnières-sur-Seine (Seine). Mère de l'acteur Fernand Gravey (1905-1970), elle a été une des actrices favorites du réalisateur Alfred Machin.

## Biographie
De son vrai nom Fernande Isabelle Gravey, elle naît le 21 mai 1868 dans le 20e arrondissement de Paris de Louis-Joseph-Victor Gravey, employé, et Clarisse-Félicité Binard, cantonnière.
Elle réalise une grande partie de sa carrière en Belgique, notamment au théâtre des Galeries de Bruxelles que dirige son mari, tournant parallèlement de nombreux courts métrages muets sous la direction d'Alfred Machin, directeur artistique de la Belge Cinéma Film, filiale belge de Pathé. Après la Première Guerre mondiale durant laquelle la famille s'est réfugiée à Londres et la mort de son mari en 1920, elle retourne à Paris où la carrière d'acteur de son fils prend son essor. 
Elle meurt le 14 août 1956 à Asnières-sur-Seine à l'âge de 88 ans.

### Vie privée
Fernande Dépernay épouse le 4 juin 1903 à la mairie du 3e arrondissement de Paris l'acteur Georges Léopold Mertens (1862-1920), avec lequel elle a une fille puis un fils, Fernand qui fera carrière sous le nom de Fernand Gravey.

## Théâtre
- 1909 : Ruy Blas de Victor Hugo, Théâtre royal des Galeries : la duchesse d'Albuquerque
- 1927 : Nous ne sommes plus des enfants de Léopold Marchand, mise en scène Jacques Baumer, théâtre de l'Avenue : Mariette
- 1928 : Les Fruits de l'amour de Lucien Descaves, mise en scène Alexandre Arquillière, théâtre des Arts : Mme Ribaudier
- 1929 : L'Amoureuse Aventure de Paul Armont et Marcel Gerbidon, mise en scène Jacques Baumer, théâtre Édouard-VII : Mme Touzet

## Filmographie
- 1912 : L'Histoire de Minna Claessens d'Alfred Machin : Henne Kens
- 1913 : Le Diamant noir ou La Pie noire d'Alfred Machin
- 1913 : Au ravissement des dames d'Alfred Machin
- 1913 : Un épisode de Waterloo d'Alfred Machin : la dame de compagnie
- 1914 : La Fille de Delft d'Alfred Machin
- 1921 : Le Portrait de l'amiral de Maurice Le Forestier : Nounou